# Hypogeophis
Hypogeophis – rodzaj płazów beznogich z rodziny Grandisoniidae.

## Rozmieszczenie geograficzne
Rodzaj obejmuje gatunki występujące endemicznie na Seszelach.

## Systematyka
Rodzaj zdefiniował w 1880 roku niemiecki zoolog Wilhelm Peters w artykule zatytułowanym O klasyfikacji płazów beznogich, w szczególności o rodzajach Rhinatrema i Gymnopis, opublikowanym w czasopiśmie „Monatsberichte der Königlichen Preussische Akademie des Wissenschaften zu Berlin”. Gatunkiem typowym jest (późniejsze oznaczenie) H. rostratus.

### Etymologia
- Hypogeophis: gr. ὑπογαιος hupogaios ‘pod ziemią, podziemny’, od ὑπο hupo ‘pod’; γαια gaia ‘ziemia, grunt’; όφις óphis ‘wąż’[1].
- Grandisonia: Alice Georgie Cruickshank Grandison (1927–2014[5]), brytyjska herpetolożka[6]. Gatunek typowy: Hypogeophis alternans Stejneger, 1893.

### Podział systematyczny
Do rodzaju należą następujące gatunki:
- Hypogeophis alternans Stejneger, 1893
- Hypogeophis brevis Boulenger, 1911
- Hypogeophis larvatus (Ahl, 1934)
- Hypogeophis montanus Maddock, Wilkinson & Gower, 2018
- Hypogeophis pti Maddock, Wilkinson, Nussbaum & Gower, 2017
- Hypogeophis rostratus (Cuvier, 1829)
- Hypogeophis sechellensis (Boulenger, 1911)